# Takayuki Fukumura
Takayuki Fukumura (福村 貴幸 Fukumura Takayuki?), född 22 december 1991 i Osaka prefektur, är en japansk fotbollsspelare.
Fukumura började sin karriär 2010 i Kyoto Sanga FC. Han spelade 115 ligamatcher för klubben. 2015 flyttade han till Shimizu S-Pulse. Efter Shimizu S-Pulse spelade han för FC Gifu, Gainare Tottori och Tokyo Verdy.